# Torano Castello
Torano Castello ist eine italienische Stadt in der Provinz Cosenza in Kalabrien mit 4277 Einwohnern (Stand 31. Dezember 2023).

## Lage und Daten
Torano Castello liegt etwa 36 km nordöstlich von Cosenza am nördlichen Seite des Tales des Flusses Crati. Die Nachbargemeinden sind Bisignano, Cerzeto, Lattarico und San Martino di Finita.

## Sehenswürdigkeiten
Sehenswert im Ort ist die Pfarrkirche. In der Umgebung steht eine Ruine einer Nekropole aus dem 8. Jahrhundert.